# Lucian Croitoru
Lucian Croitoru (ur. 13 lutego 1957 w Otopeni) – rumuński ekonomista i nauczyciel akademicki. 15 października 2009 desygnowany na stanowisko premiera Rumunii, nie zdołał jednak utworzyć rządu.

## Życiorys
Lucian Croitoru urodził się w 1957 w Otopeni na południu Rumunii. Uzyskał wykształcenie ekonomiczne. W latach 1978–1982 studiował planowanie i cybernetykę ekonomiczną w Akademii Studiów Ekonomicznych w Bukareszcie. W 1995 doktoryzował się w zakresie ekonomii na tej uczelni. W 1993 ukończył kurs bankowości i finansów na University of Colorado Boulder. Rok wcześniej został absolwentem studium z dziedziny nieprawidłowości w funkcjonowaniu rynku i interwencji państwa w London School of Economics oraz z dziedziny nauk politycznych na Uniwersytecie Oksfordzkim. W 1999 zdobył dyplom w Center for Central Banking Studies w Londynie, a w 2001 w Joint Vienna Institute w Wiedniu w zakresie rynków i nowych instrumentów finansowych. Jest autorem kilku książek oraz ponad 150 artykułów specjalistycznych. Podjął pracę jako nauczyciel akademicki. W latach 1998–2003 był profesorem prawa międzynarodowego i makroekonomii na Akademii Studiów Ekonomicznych w Bukareszcie.
W latach 1995–1996 pracował jako doradca w spółce Bucharest Investment Group. W latach 1996–1997 oraz od stycznia 2001 do maja 2002 był partnerem programu Phare. W 2002 pełnił funkcję konsultanta amerykańskiej agencji pomocowej USAID.
Od 1991 do 1995 pracował jako ekspert w departamencie reformy gospodarczej rumuńskiego rządu. Od stycznia do września 1998 był doradcą ministra finansów. Od 1998 do września 2003 zajmował stanowisko doradcy prezesa Narodowego Banku Rumunii. W 2000 był osobistym doradcą premiera. Od września 2003 do lipca 2007 był przedstawicielem Rumunii w Międzynarodowym Funduszu Walutowym. Od 2007 pełnił funkcję doradcy prezesa Narodowego Banku Rumunii w kwestii polityki pieniężnej.
15 października 2009 prezydent Traian Băsescu desygnował go na stanowisko premiera. Zmiana na tej funkcji była następstwem upadku gabinetu premiera Emila Boca w wyniku uchwalenia przeciw niemu wotum nieufności w parlamencie. Lucian Croitoru musiał ustalić skład gabinetu i uzyskać akceptację parlamentu w czasie, kiedy dzień wcześniej trzy partie opozycyjne jako swojego kandydata wskazały innego polityka – Klausa Johannisa. Wybór ten nie spotkał się jednak z akceptacją ze strony prezydenta. 20 października 2009 PSD, PNL oraz UDMR, w czasie spotkania z Lucienem Croitoru, ogłosiły, że nie udzielą mu poparcia w parlamencie, wzywając go do rezygnacji z misji tworzenia rządu.
23 października 2009 kandydat ogłosił skład swojego gabinetu, składającego się z 14 członków (o 4 mniej niż gabinet dotychczasowego premiera): 8 pochodzących z PDL oraz 6 niezależnych. Spośród kandydatów tylko dwóch uzyskało akceptację komisji parlamentarnych. 4 listopada 2009 parlament, głosami 250 do 189, odrzucił jego gabinet w proponowanym składzie. Lucien Croitoru stwierdził po głosowaniu, że starał się wybrać jak najlepszy skład swojego rządu. Ogłosił, że jego misja dobiegła końca, deklarując powrót do pracy w banku centralnym. 6 listopada 2009 prezydent na stanowisko premiera desygnował Liviu Negoițę.
W 1995 otrzymał nagrodę „PS Aurelian” przyznaną przez Academia Română, w 2005 został komandorem Orderu Gwiazdy Rumunii.